# Bjørneklo
Bjørneklo (Heracleum) er en slægt med ca. 60 arter, som er udbredt i Europa, Nordafrika, Asien og Nordamerika. Det er stauder eller toårige urter, som har en stift opret vækst med hule og mere eller mindre behårede stængler. Bladene er store og hånddelte med lappede eller tandede afsnit og opsvulmede bladskeder. Blomsterne er samlet i en endestillet dobbeltskærm, hvor de enkelte blomster er hvide. Frugterne er ovale og sammentrykte. Her omtales kun de arter, som er vildtvoksende eller naturaliseret i Danmark.

## Arter
Nogle af arterne i slægten Bjørneklo. De to førstnævnte findes vildtvoksende i Danmark:
- Almindelig bjørneklo (Heracleum sphondylium)
- Kæmpebjørneklo (Heracleum mantegazzianum)
- Dunet bjørneklo (Heracleum pubescens)
- Hårfrugtet bjørneklo (Heracleum laciniatum)